# Avenue U (stacja metra na Culver Line)
Avenue U – stacja metra nowojorskiego, na linii F. Znajduje się w dzielnicy Brooklyn, w Nowym Jorku i zlokalizowana jest pomiędzy stacjami Kings Highway oraz Avenue X. Została otwarta 10 maja 1919.